# Alkerton (Gloucestershire)
Alkerton – wieś w Anglii, w hrabstwie Gloucestershire. Leży 16 km na południowy zachód od miasta Gloucester i 155 km na zachód od Londynu.